# Short track ai XXIV Giochi olimpici invernali - 3000 m staffetta femminile
La gara dei 3000 metri staffetta femminile di short track dei XXIV Giochi olimpici invernali di Pechino è stata disputata il 9 e il 13 febbraio 2022 sulla pista del Capital Indoor Stadium. Vi hanno partecipato 8 squadre nazionali.
La competizione è stata vinta dalla squadra olandese, mentre l'argento e il bronzo sono andati rispettivamente alla squadra sudcoreana e a quella cinese.

## Record
Prima della competizione il record del mondo e il record olimpico erano i seguenti:
| Record mondiale | 4'02"809 | Paesi Bassi Selma Poutsma Suzanne Schulting Yara van Kerkhof Xandra Velzeboer   | 23 ottobre 2021 Pechino, Cina             |
| Record olimpico | 4'03"471 | Paesi Bassi Suzanne Schulting Yara van Kerkhof Lara van Ruijven Jorien ter Mors | 20 febbraio 2018 Gangneung, Corea del Sud |

Durante la competizione è stato battuto il seguente record:
| Data        | Evento   | Nazione     | Atlete                                                            | Tempo    | Record          |
| ----------- | -------- | ----------- | ----------------------------------------------------------------- | -------- | --------------- |
| 13 febbraio | Finale A | Paesi Bassi | Suzanne Schulting Selma Poutsma Xandra Velzeboer Yara van Kerkhof | 4'03"409 | Record olimpico |

## Risultati

### Semifinali
Semifinale 1
| Pos. | Nazione     | Atleti                                                                  | Tempo    | Note |
| ---- | ----------- | ----------------------------------------------------------------------- | -------- | ---- |
| 1    | Paesi Bassi | Suzanne Schulting Selma Poutsma Xandra Velzeboer Yara van Kerkhof       | 4'04"133 | QA   |
| 2    | Cina        | Han Yutong Qu Chunyu Fan Kexin Zhang Yuting                             | 4'04"383 | QA   |
| 3    | Polonia     | Nikola Mazur Natalia Maliszewska Kamila Stormowska Patrycja Maliszewska | 4'10"074 | QB   |
| 4    | Italia      | Arianna Fontana Cynthia Mascitto Martina Valcepina Arianna Valcepina    | 4'17"438 | QB   |

Semifinale 2
| Pos. | Nazione       | Atleti                                                                  | Tempo    | Note |
| ---- | ------------- | ----------------------------------------------------------------------- | -------- | ---- |
| 1    | Canada        | Courtney Sarault Florence Brunelle Kim Boutin Alyson Charles            | 4'05"893 | QA   |
| 2    | Corea del Sud | Seo Whi-min Choi Min-jeong Kim A-lang Lee Yu-bin                        | 4'05"904 | QA   |
| 3    | ROC           | Sof'ja Prosvirnova Ekaterina Efremenkova Elena Seregina Anna Vostrikova | 4'06"064 | QB   |
| 4    | Stati Uniti   | Kristen Santos Corinne Stoddard Maame Biney Julie Letai                 | 4'06"098 | QB   |

### Finali
Finale A
| Pos.    | Nazione       | Atleti                                                            | Tempo    | Note            |
| ------- | ------------- | ----------------------------------------------------------------- | -------- | --------------- |
| Oro     | Paesi Bassi   | Suzanne Schulting Selma Poutsma Xandra Velzeboer Yara van Kerkhof | 4'03"409 | Record olimpico |
| Argento | Corea del Sud | Seo Whi-min Choi Min-jeong Kim A-lang Lee Yu-bin                  | 4'03"627 |                 |
| Bronzo  | Cina          | Qu Chunyu Zhang Chutong Fan Kexin Zhang Yuting                    | 4'03"863 |                 |
| 4       | Canada        | Courtney Sarault Florence Brunelle Kim Boutin Alyson Charles      | 4'04"329 |                 |

Finale B
| Pos. | Nazione     | Atleti                                                                  | Tempo    | Note |
| ---- | ----------- | ----------------------------------------------------------------------- | -------- | ---- |
| 5    | Italia      | Arianna Fontana Martina Valcepina Arianna Sighel Arianna Valcepina      | 4'09"688 |      |
| 6    | Polonia     | Nikola Mazur Natalia Maliszewska Kamila Stormowska Patrycja Maliszewska | 4'10"210 |      |
| -    | ROC         | Sof'ja Prosvirnova Ekaterina Efremenkova Elena Seregina Anna Vostrikova | -        | DSQ  |
| -    | Stati Uniti | Kristen Santos Corinne Stoddard Maame Biney Julie Letai                 | -        | DSQ  |